# Доброво
Доброво (болг. Доброво) — село в Болгарии. Находится в Кюстендилской области, входит в общину Бобошево. Население составляет 61 человек.

## Политическая ситуация
Доброво подчиняется непосредственно общине и не имеет своего кмета.
Кмет (мэр) общины Бобошево — Милчо Георгиев Орозов (Болгарская социал-демократия (БСД)) по результатам выборов.